# Élections communales à Liège
Les élections communales à Liège se déroulent, comme partout en Belgique, en octobre tous les six ans ; date à laquelle les citoyens-électeurs élisent leurs conseillers communaux au suffrage universel direct.
Dans la Région wallonne, dont fait partie Liège, les conseillers communaux sont élus directement par les citoyens. D'après les dispositions de l'article L1123-4  du code de la démocratie locale et de la décentralisation, est élu de plein droit au mandat de bourgmestre le conseiller qui a obtenu le plus de voix de préférence sur la liste qui a obtenu le plus de voix parmi les groupes politiques qui sont parties au pacte de majorité adopté en application de l'article L1123-1 de ce même code. Les échevins désignés dans le pacte de majorité sont élus par les membres du collège communal.
Le conseil et le collège sont élus pour une période de six ans prenant cours le 1er lundi de décembre suivant le jour des élections par les citoyens (L1122-3 du code de la démocratie locale et de la décentralisation).

## Avant 1976
- Élections communales de 1884 à Liège

## Élections 1976
Les élections du 10 octobre 1976 sont les premières élections se déroulant après la fusion de communes de 1975. Les habitants des communes d'Angleur, Bressoux, Chênée, Jupille, Glain, Grivegnée, Rocourt et Wandre ainsi que ceux du quartier de Sclessin, d’Ans-bas et de quelques rues de Saint-Nicolas  et Vottem élisent pour la première fois le conseil communal de Liège.
|                          |                          | Élections du 10 octobre 1976 |                |               |
|                          |                          | Nombre                       | % des inscrits | % des votants |
| Inscrits                 | Inscrits                 | ?                            | ?              |               |
| Votants                  | Votants                  | 141 245                      | ?              |               |
| suffrages exprimés       | suffrages exprimés       | 135 028                      | ?              | 95,6 %        |
| bulletins blancs ou nuls | bulletins blancs ou nuls | 6 217                        | ?              | 4,4 %         |
| Abstentions              | Abstentions              | ?                            | ?              |               |

### Tendances politiques et résultats
| Liste | Parti politique                | Voix   | % des exprimés | Nombre de sièges |
|       | Parti socialiste               | 49 954 | 37 %           | 21               |
|       | Parti social-chrétien          | 33 946 | 25,14 %        | 14               |
|       | Rassemblement wallon           | 19 571 | 14,49 %        | 7                |
|       | Rassemblement Libéral Liégeois | 18 731 | 13,87 %        | 7                |
|       | Parti communiste de Belgique   | 7 804  | 5,78 %         | 2                |
|       | Démocratie chrétienne          | 3 376  | 2,5 %          | 0                |
|       | Union des progressistes        | 1 296  | 0,96 %         | 0                |
|       | Parti du travail               | 350    | 0,26 %         | 0                |

### Administration communale
Membres du collège :
- Édouard Close, PS, bourgmestre
- Hubert Pirotte, Rassemblement Libéral Liégeois, 1er échevin
- Henri Schlitz, PS, échevin des Affaires économiques
- Alfred Magis, Rassemblement Libéral Liégeois, échevin de l’instruction publique
- Georges Goldine, Rassemblement Libéral Liégeois, échevin des Travaux publics et des Musées
- Maddy Langevin, Rassemblement Libéral Liégeois, échevin de l’État Civile
- G. Evrard, échevin
- G. Polet

## Élections 1982
Les élections du 10 octobre 1982 sont caractérisées par la présence de deux cartels : le Rassemblement des progressistes et socialistes wallons, regroupant le parti socialiste et le rassemblement populaire wallon, d'une part, et Union pour Liège, regroupant le parti social-chrétien et les libéraux, d'autre part.
|                          |                          | Élections du 10 octobre 1982 |                |               |
|                          |                          | Nombre                       | % des inscrits | % des votants |
| Inscrits                 | Inscrits                 | ?                            | /              | /             |
| Votants                  | Votants                  | 127 107                      | ?              | /             |
| suffrages exprimés       | suffrages exprimés       | 118 974                      | ?              | 93,6 %        |
| bulletins blancs ou nuls | bulletins blancs ou nuls | 8 133                        | ?              | 6,4 %         |
| Abstentions              | Abstentions              | ?                            | ?              | /             |

### Tendances politiques et résultats
Aucun des deux cartels n'ayant la majorité absolue, c'est Ecolo qui joue le rôle d'arbitre. Après négociations, ils obtiennent 3 échevinats sur 11, les écologistes décident de s'allier aux socialistes. Ce tour de force permet pour la première fois la présence d'un parti écologiste au sein d'un pouvoir exécutif en Europe.
| Liste | Parti politique | Voix   | % des exprimés | Nombre de sièges |
|       | Rassemblement des progressistes et socialistes wallons (cartel Parti socialiste et Rassemblement populaire wallon) | 48 483 | 40,75 %        | 23               |
|       | Union pour Liège (cartel Parti social-chrétien et libéraux)                                                        | 43 452 | 36,52 %        | 21               |
|       | Ecolo | 13 871 | 11,66 %        | 6                |
|       | Parti communiste de Belgique                                                                                       | 5 270  | 4,43 %         | 1                |
|       | RCL | 3 918  | 3,29 %         | 0                |
|       | Union démocratique pour le respect du travail                                                                      | 1 936  | 1,63 %         | 0                |
|       | AAJAAT | 659    | 0,55 %         | 0                |
|       | SZ | 480    | 0,4 %          | 0                |
|       | VOTEZ.W. | 463    | 0,39 %         | 0                |
|       | Parti du travail                                                                                                   | 277    | 0,23 %         | 0                |
|       | RAL | 165    | 0,14 %         | 0                |

### Administration communale
Membres du collège :
- Édouard Close, PS, bourgmestre
- Henri Schlitz, PS, échevin des Affaires économiques
- Brigitte Ernst de la Graete, ECOLO, échevin (de 1983 à 1988)

## Élections 1988
|                          |                          | Élections du 10 octobre 1982 |                |               |
|                          |                          | Nombre                       | % des inscrits | % des votants |
| Inscrits                 | Inscrits                 | 131 431                      | /              | /             |
| Votants                  | Votants                  | 115 026                      | 87,52 %        | /             |
| suffrages exprimés       | suffrages exprimés       | 107 527                      | 81,81 %        | 93,48 %       |
| bulletins blancs ou nuls | bulletins blancs ou nuls | 7 499                        | 5,71 %         | 6,52 %        |
| Abstentions              | Abstentions              | 16 405                       | 12,48 %        | /             |

### Tendances politiques et résultats
| Liste | Parti politique              | Voix   | % des exprimés | Nombre de sièges |
|       | Parti socialiste             | 43 093 | 40,08 %        | 23               |
|       | Parti réformateur libéral    | 23 295 | 21,66 %        | 12               |
|       | Parti social-chrétien        | 19 833 | 18,44 %        | 10               |
|       | Ecolo                        | 12 177 | 11,32 %        | 6                |
|       | Parti communiste de Belgique | 3 265  | 3,04 %         | 0                |
|       | Parti des forces nouvelles   | 3 165  | 2,94 %         | 0                |
|       | Rassemblement wallon         | 972    | 0,9 %          | 0                |
|       | Front national               | 957    | 0,89 %         | 0                |
|       | Parti ouvrier socialiste     | 401    | 0,37 %         | 0                |
|       | Parti du travail             | 369    | 0,34 %         | 0                |

### Administration communale
Membres du collège :
- Henri Schlitz, PS, bourgmestre (remplaçant Édouard Close en 1990)
- Willy Demeyer, PS, échevin des travaux (à partir de 1991)
- Hector Magotte, PSC, échevin de la culture et du tourisme (à partir de 1989)

## Élections 1994
|                          |                          | Élections du 9 octobre 1994 |                |               |
|                          |                          | Nombre                      | % des inscrits | % des votants |
| Inscrits                 | Inscrits                 | 125 601                     | /              | /             |
| Votants                  | Votants                  | 105 839                     | 84,27 %        | /             |
| suffrages exprimés       | suffrages exprimés       | 100 103                     | 79,70 %        | 94,58 %       |
| bulletins blancs ou nuls | bulletins blancs ou nuls | 5 736                       | 4,57 %         | 5,42 %        |
| Abstentions              | Abstentions              | 19 762                      | 15,73 %        | /             |

### Tendances politiques et résultats
| Liste | Parti politique               | Voix   | % des exprimés | Nombre de sièges |
|       | Parti socialiste              | 32 588 | 32,5 %         | 18               |
|       | Parti social-chrétien         | 21 799 | 21,78 %        | 12               |
|       | Parti réformateur libéral     | 19 734 | 19,71 %        | 10               |
|       | Ecolo                         | 11 119 | 11,11 %        | 5                |
|       | AGIR                          | 6 188  | 6,18 %         | 2                |
|       | Front national                | 5 003  | 5 %            | 2                |
|       | GU                            | 1 087  | 1,09 %         | 0                |
|       | Parti du travail              | 644    | 0,64 %         | 0                |
|       | LIGUE                         | 448    | 0,45 %         | 0                |
|       | UNIE                          | 410    | 0,41 %         | 0                |
|       | VC                            | 357    | 0,36 %         | 0                |
|       | Appel à Tous-Appel aux Jeunes | 281    | 0,28 %         | 0                |
|       | PCN                           | 272    | 0,27 %         | 0                |
|       | UCD                           | 173    | 0,17 %         | 0                |

### Administration communale
Membres du collège :
- Jean-Maurice Dehousse, PS, bourgmestre (remplaçant Henri Schlitz en 1995). Élu député européen en 1999, il sera remplacé par Willy Demeyer.
- Willy Demeyer, PS, échevin des travaux (jusqu'en 1999 où il devient bourgmestre).
- William Ancion, PSC, 1° échevin  Finances et Urbanisme

## Élections 2000
|                          |                          | Élections du 8 octobre 2000 |                |               |
|                          |                          | Nombre                      | % des inscrits | % des votants |
| Inscrits                 | Inscrits                 | 126 616                     | /              | /             |
| Votants                  | Votants                  | 106 062                     | 83,77 %        | /             |
| suffrages exprimés       | suffrages exprimés       | 99 917                      | 78,91 %        | 94,21 %       |
| bulletins blancs ou nuls | bulletins blancs ou nuls | 6 145                       | 4,86 %         | 5,79 %        |
| Abstentions              | Abstentions              | 20 554                      | 16,23 %        | /             |

### Tendances politiques et résultats
| Parti | Parti  | Voix    | %     | +/-    | Sièges  | +/- |
| ----- | ------ | ------- | ----- | ------ | ------- | --- |
|       | PS     | 34 804  | 34,83 | 2,28 % | 20 / 49 | 2   |
|       | PRL    | 21 238  | 21,26 | 1,55 % | 11 / 49 | 1   |
|       | PSC    | 19 489  | 19,51 | 2,27 % | 10 / 49 | 2   |
|       | Ecolo  | 15 414  | 15,43 | 4,32 % | 8 / 49  | 3   |
|       | FN     | 3 182   | 3,18  | 1,82 % | 0 / 49  | 2   |
|       | Vivant | 1 651   | 1,65  | Nv.    | 0 / 49  | 0   |
|       | PC-UG  | 1 484   | 1,49  | Nv.    | 0 / 49  | 0   |
|       | Autres | 2 655   | 2,67  | Nv.    | 0 / 49  | 2   |
| Total | Total  | 106 062 | 100   |        | 49      | 0   |

### Administration communale
Membres du collège :
- Willy Demeyer, PS, bourgmestre
- William Ancion, PSC, 1° échevin -Finances et Urbanisme
- Michel Firket, PSC, échevin de l'environnement

## Élections 2006
|                          |                          | Élections du 8 octobre 2006 |                |               |
|                          |                          | Nombre                      | % des inscrits | % des votants |
| Inscrits                 | Inscrits                 | 130 228                     | /              | /             |
| Votants                  | Votants                  | 113 127                     | 86,87 %        | /             |
| suffrages exprimés       | suffrages exprimés       | 106 941                     | 82,12 %        | 94,53 %       |
| bulletins blancs ou nuls | bulletins blancs ou nuls | 6 186                       | 5,75 %         | 5,47 %        |
| Abstentions              | Abstentions              | 17 101                      | 13,13 %        | /             |

### Tendances politiques et résultats
| Parti | Parti      | Voix   | %     | +/-    | Sièges  | +/- |
| ----- | ---------- | ------ | ----- | ------ | ------- | --- |
|       | PS         | 40 605 | 37,97 | 3,14 % | 21 / 49 | 1   |
|       | MR         | 27 873 | 26,06 | 4,80 % | 14 / 49 | 3   |
|       | cdH        | 15 360 | 14,36 | 5,15 % | 7 / 49  | 3   |
|       | Ecolo      | 13 078 | 12,23 | 3,20%  | 6 / 49  | 2   |
|       | Front-nat  | 4 477  | 4,19  | 1,01 % | 1 / 49  | 1   |
|       | FNationale | 1 633  | 1,53  | Nv.    | 0 / 49  | 0   |
|       | PTB        | 1 554  | 1,45  | 0,67 % | 0 / 49  | 0   |
|       | PC         | 1 366  | 1,28  | Nv.    | 0 / 49  | 0   |
|       | Autres     | 995    | 0,93  | Nv.    | 0 / 49  | 0   |
| Total | Total      | 98 537 | 100   |        | 49      | 0   |

### Administration communale
Membres du collège :
- Willy Demeyer, PS, bourgmestre
- Michel Firket, cdH, échevin des Finances, de la Mobilité, du Tourisme, du Patrimoine
- Maggy Yerna, PS, échevin du Développement économique et territorial, du Logement et du Personnel
- Jean-Pierre Hupkens, PS, échevin de la Culture et de l'Urbanisme
- André Schroyen, cdH, échevin de l'Environnement
- Pierre Stassart, PS, échevin de l'Instruction publique
- Jean-Géry Godeaux, PS, échevin des Travaux jusqu'en 2008 (puis échevin de l’État civil, des Mairies de quartier et des Cimetières)
- Roland Léonard, PS, échevin de l’État civil, des Mairies de quartier et des Cimetières jusqu'en 2008 (puis  échevin des Travaux)
- Fouad Chamas (élu d'ouverture sur la liste PS), échevin des Sports et de la Jeunesse
- Benoît Drèze, cdH, échevin des Services Sociaux, de la Famille et de la Santé

Président du CPAS :
- Claude Emonts, PS

## Élections 2012
|                          |                          | Élections du 14 octobre 2012 |                |               |
|                          |                          | Nombre                       | % des inscrits | % des votants |
| Inscrits                 | Inscrits                 | 130 995                      | /              | /             |
| Votants                  | Votants                  | 105 167                      | 80,28 %        | /             |
| suffrages exprimés       | suffrages exprimés       | 98 256                       | 75,01 %        | 93,42 %       |
| bulletins blancs ou nuls | bulletins blancs ou nuls | 6 911                        | 5,27 %         | 6,57 %        |
| Abstentions              | Abstentions              | 25 828                       | 19,72 %        | /             |

### Tendances politiques et résultats
Lors de l'élection communale de 2012, le parti socialiste menée par le bourgmestre sortant Willy Demeyer obtient 37 289 voix sur 98 256 votes valables dont 13 067 votes préférentiels pour celui-ci. Le tiercé des voies préférentielles est complété par Christine Defraigne (MR) avec 6 776 votes et par Gilles Foret (MR) avec 3 425 votes.
| Parti | Parti         | Voix   | %     | +/-    | Sièges  | +/- |
| ----- | ------------- | ------ | ----- | ------ | ------- | --- |
|       | PS            | 37 289 | 37,95 | 0,02 % | 22 / 49 | 1   |
|       | MR            | 20 819 | 21,19 | 4,88 % | 11 / 49 | 3   |
|       | cdH           | 13 769 | 14,01 | 0,35 % | 7 / 49  | 0   |
|       | Ecolo         | 12 021 | 12,23 | 0,00 % | 6 / 49  | 0   |
|       | PTB           | 6 297  | 6,41  | 4,96 % | 2 / 49  | 2   |
|       | VEGA          | 3 534  | 3,60  | Nv.    | 1 / 49  | 1   |
|       | P. Pensionnés | 2 392  | 2,43  | Nv.    | 0 / 49  | 0   |
|       | PP            | 2 135  | 2,17  | Nv.    | 0 / 49  | 0   |
| Total | Total         | 98 537 | 100   |        | 49      | 0   |

### Administration communale
Membres du collège :
- Willy Demeyer, PS, bourgmestre
- Michel Firket, cdH, échevin des Finances, de la Mobilité, du Tourisme, du Patrimoine
- Maggy Yerna, PS, échevin du Développement économique et territorial, du Logement et du Personnel
- Jean-Pierre Hupkens, PS, échevin de la Culture et de l'Urbanisme
- André Schroyen, cdH, échevin de l'Environnement et de la Vie sociale
- Pierre Stassart, PS, échevin de l'Instruction publique
- Roland Léonard, PS, échevin des Travaux
- Julie Fernandez Fernandez, PS, échevin de l’État civil, des Mairies de quartier et des Cimetières
- Fouad Chamas (élu d'ouverture sur la liste PS), échevin de la Santé et de la Jeunesse

Président du CPAS :
- Claude Emonts, PS (remplacée en 2015 par Marie-France Mahy, PS)

## Élections 2018
Lors de l'élection communale de 2018, Ecolo se présente sous la bannière Vert Ardent, mouvement éco-citoyen composé de militants écologistes, du mouvement Demain et de citoyens. 
|                          |                          | Élections du 14 octobre 2018 |                |               |
|                          |                          | Nombre                       | % des inscrits | % des votants |
| Inscrits                 | Inscrits                 | 132 164                      | /              | /             |
| Votants                  | Votants                  | 107 269                      | 81,16 %        | /             |
| suffrages exprimés       | suffrages exprimés       | 98 537                       | 74,34 %        | 91,60 %       |
| bulletins blancs ou nuls | bulletins blancs ou nuls | 8 732                        | 6,61 %         | 8,14 %        |
| Abstentions              | Abstentions              | 25 828                       | 19,72 %        | /             |

### Tendances politiques et résultats
Lors de l'élection communale de 2018, le parti socialiste menée par le bourgmestre sortant Willy Demeyer obtient 30 289 voix sur 98 537 votes valables dont 11 293 votes préférentiels pour celui-ci. Le tiercé des voies préférentielles est complété par Christine Defraigne (MR) avec 6 277 votes et par Raoul Hedebouw (PTB) avec 4 312 votes. 
Le PS reste le premier parti liégeois malgré une baisse de plus de 7% par rapport aux élections de 2012. L'autre parti de la majorité, le cdH perd également plus de 7 %, ce qui se traduit par une perte de plus de la moitié de ses sièges au conseil communal (il passe de 7 à 3 sièges). Les deux grands gagnants de ce scrutin sont le PTB avec près 10 % de voix supplémentaires, soit 7 siège de plus et Ecolo (composante de Vert Ardent pour le scrutin liégeois) qui passe de 6 à 8 sièges. Le MR accuse une légère baisse et perd un siège tandis que Véga conserve le sien. Enfin, DéFI, avec un score de 3,61 %, fait son entrée au conseil communal liégeois avec un siège.
| Parti | Parti               | Voix   | %     | +/-    | Sièges  | +/- |
| ----- | ------------------- | ------ | ----- | ------ | ------- | --- |
|       | PS                  | 30 289 | 30,74 | 7,21 % | 17 / 49 | 5   |
|       | MR (MR pour Liège)  | 17 695 | 17,96 | 3,23 % | 10 / 49 | 1   |
|       | PTB                 | 16 081 | 16,32 | 9,91 % | 9 / 49  | 7   |
|       | Ecolo (Vert ardent) | 14 539 | 14,75 | 2,52 % | 8 / 49  | 2   |
|       | cdH                 | 6 664  | 6,76  | 7,25 % | 3 / 49  | 4   |
|       | VEGA                | 4 459  | 4,53  | 0,93 % | 1 / 49  | 0   |
|       | DéFI                | 3 554  | 3,61  | Nv.    | 1 / 49  | 1   |
|       | PP                  | 3 088  | 3,13  | 0,96 % | 0 / 49  | 0   |
|       | Autres              | 2 168  | 2,20  | 0,23%  | 0 / 49  | 0   |
| Total | Total               | 98 537 | 100   |        | 49      | 0   |

### Administration communale
Membres du collège :
- Willy Demeyer, PS, bourgmestre (chargé également de la Police, du Service de police administrative, de sécurité et de salubrité publiques, de la Communication, du Protocole, du Tram, de la Supracommunalité, de l’Événementiel, des Associations patriotiques ainsi que des Politiques sportives et de santé)
- Christine Defraigne, MR, échevine des Finances, du Budget, du Patrimoine, du Bien-être animal, de l’Urbanisme, des Cultes et de l’Égalité hommes-femmes
- Maggy Yerna, PS, échevine du Développement économique, de la Foire, du Personnel communal, de l’Aménagement du territoire ainsi que du Logement
- Julie Fernandez Fernandez, PS, échevine de la Jeunesse, la Coordination des dispositifs de proximité, la Politique de la personne handicapée, les Seniors et les Pensionnés
- Gilles Foret, MR, échevin de la Transition écologique, la Mobilité (excepté le tram), la Propreté publique et la Gestion des déchets ainsi que la Transition numérique
- Roland Léonard, PS, échevin des Travaux publics
- Jean-Pierre Hupkens, PS, échevin de la Culture et du Tourisme
- Élisabeth Fraipont, MR, échevine de l'État civil, des Cimetières, des Mairies de quartier et du Commerce.
- Pierre Stassart, PS, échevin de l'Enseignement, des Crèches et de l'Accueil extra-scolaire (À la suite d'une condamnation pour prise d’intérêt, il remplacé par Mehmet Aydogdu, PS en 2022[4],[5])

Président du CPAS :
- Marie-France Mahy, PS (remplacé en 2019 par Jean-Paul Beunjean, PS)

## Élections 2024
Lors de l'élection communale de 2024, Ecolo se présente à nouveau sous la bannière Vert Ardent, mouvement éco-citoyen composé de militants écologistes, du mouvement Demain et de citoyens. Le PS et VEGA s'unissent en présentant une liste PS+Vega.
|                          |                          | Élections du 13 octobre 2024 |                |               |
|                          |                          | Nombre                       | % des inscrits | % des votants |
| Inscrits                 | Inscrits                 | 130 482                      | /              | /             |
| Votants                  | Votants                  | 104 106                      | 79,79%         | /             |
| suffrages exprimés       | suffrages exprimés       | 95 313                       | 73,05%         | 91,55%        |
| bulletins blancs ou nuls | bulletins blancs ou nuls | 8 793                        | 8,45%          | 6,74%         |
| Abstentions              | Abstentions              | 26 376                       | 20,21%         | /             |

### Tendances politiques et résultats
| Parti | Parti               | Voix   | %      | +/-   | Sièges  | +/- |
| ----- | ------------------- | ------ | ------ | ----- | ------- | --- |
|       | PS+VEGA             | 27 995 | 29,37% | 0,76% | 16 / 49 | 1   |
|       | MR (MR pour Liège)  | 19 235 | 20,18% | 2,22% | 11 / 49 | 1   |
|       | PTB                 | 17 449 | 18,31% | 1,99% | 9 / 49  | 0   |
|       | Ecolo (Vert ardent) | 13 337 | 13,99% | 0,76% | 7 / 49  | 1   |
|       | Les Engagés         | 12 476 | 13,09% | 6,33% | 6 / 49  | 3   |
|       | DéFI                | 850    | 0,89%  | 2,72% | 0 / 49  | 1   |
|       | Autres              | 3 971  | 4,17%  |       | 0 / 49  |     |
| Total | Total               |        | 100    |       | 49      |     |

### Administration communale
Membres du collège :
- Willy Demeyer, PS, bourgmestre (chargé notamment de la police, le Plan stratégique transversal, le budget et le sport)
- Gilles Foret, MR, premier échevin, chargé de l'Aménagement du territoire, de l'Urbanisme, des Espaces verts et de la Propreté
- Carine Clotuche, Les Engagés, échevine des Finances, de l'Environnement et de la Biodiversité, du Patrimoine, et de l'Égalité hommes femmes
- Roland Léonard, PS, échevin des Travaux, des Bâtiments, des Espaces publics et des Affaires immobilières
- Maggy Yerna, PS, échevine du Logement, du Développement économique et du Personnel communal
- Elisabeth Fraipont, MR, échevine de la Culture, de la Lecture publique et du Devoir de mémoire
- Julie Fernandez Fernandez, PS, échevine de l'Instruction publique et des Politiques intergénérationnelles
- Fabrice Drèze, MR, échevin de l'Attractivité commerciale et Touristique
- Benjamin Hurard, Les Engagés, échevin de l'État civil, de la Petite enfance et de la Jeunesse

Président du CPAS :
Jean-Paul Beunjean, PS

## Évolution

### Résultats des partis
| Légende : PS / MR / Les Engagés / Ecolo / Autres partis de gauche |

### Abstention
Évolution de l'abstention aux élections communales depuis 1982.